# Wendlandia litseifolia
Wendlandia litseifolia är en måreväxtart som beskrevs av Foon Chew How. Wendlandia litseifolia ingår i släktet Wendlandia och familjen måreväxter. Inga underarter finns listade i Catalogue of Life.